# ミナミクジャクガメ
ミナミクジャクガメ（南孔雀亀、学名：Trachemys dorbigni）は、ヌマガメ科アカミミガメ属に分類されるカメ。

## 分布
和名の通りアカミミガメ属では最も南に分布する。
- T. d. brasiliensis　ブラジルクジャクガメ

ブラジル（リオグランデ・ド・スル州南部）。亜種小名brasiliensisは「ブラジル産の」の意。
- T. d. dorbigni　アルゼンチンクジャクガメ

アルゼンチン北東部、ウルグアイ

## 形態
最大甲長26.7cm。オスよりもメスの方がやや大型になり、オスは最大でも甲長20-22cm。項甲板は長方形や長方形に近い等脚台形。椎甲板は長さよりも幅の方が長く、第1椎甲板は前方で1度括れた後に後方で最も幅が広くなる。左右の股甲板の継ぎ目の長さ（間股甲板長）は左右の喉甲板の継ぎ目の長さ（間喉甲板長）より短い。肋甲板には不規則な眼状斑紋が入り、縁甲板には黄色やオレンジ色の筋模様が入る。
吻端は長く、やや突出する。鼓膜上部に前部は僅かに眼と、後部は頸部の縦縞に繋がる明色斑が入る。また眼の下部から頸部にかけて筋模様が入る。下顎に暗色で縁取られた黄色い楕円型の斑紋が左右に1つずつ入り（眼下部から入る筋模様に繋がることもある）、その間にアルファベットの「Y」を逆にしたような筋模様が入る。
幼体は椎間板にあまり発達しない筋状の盛り上がり（キール）があり、後部縁甲板がやや尖る。成長に伴いキールは消失し、縁甲板も滑らかになる。オスや幼体の背甲は扁平だが、メスの成体の背甲はドーム状に盛り上がる。またメスに比べオスは吻端がより突出する。さらにオスは前肢の爪が伸長する。オスの成体は多くの個体で黒化（メラニズム）し、背甲の色彩は黒や暗褐色になり頭部や四肢の斑紋も不鮮明になる。
- T. d. brasiliensis　ブラジルクジャクガメ

最大甲長25cm。幼体の背甲の色彩は濃緑色で、黄色やピンク色の斑紋が入る。成長に伴い斑紋は黄褐色になる。腹甲の色彩が黄色で、甲板の継ぎ目（シーム）周辺に入る暗色の斑紋が大型。頭部の色彩は緑で、鼓膜上部の明色斑は赤みを帯び中型。
- T. d. dorbigni　アルゼンチンクジャクガメ

最大亜種。幼体の背甲の色彩は薄褐色や緑褐色で、黄色やオレンジ色の斑紋が入る。成長に伴い斑紋は赤みを帯びる。腹甲の色彩がオレンジや黄色で、成長に伴い赤みが強くなる。甲板の継ぎ目（シーム）周辺に入る暗色の斑紋は小型。頭部の色彩は褐色や緑褐色で、鼓膜上部の明色斑は大きく黄色い。

## 亜種
亜種間の相違が不明瞭なことから、亜種としての分割を無効とする説もある。
- Trachemys dorbigni brasiliensis　(Freiberg, 1969)　ブラジルクジャクガメ　Northern Orbigny's slider
- Trachemys dorbigni dorbigni　(Duméril & Bibron, 1835)　アルゼンチンクジャクガメ　Southern Orbigny's slider

## 生態
温暖湿潤気候の低地から丘陵にかけての底質が柔らかい水生植物の繁茂した河川や湖、池沼等に生息する。
食性は動物食傾向の強い雑食で、魚類、両生類、貝類、水生植物等を食べる。
繁殖形態は卵生。生息地では夏季に数回に分けて卵を産んだ記録がある。

## 人間との関係
種小名はAlcide d'Orbignyへの献名で、英名と同義。
ペットとして飼育されることもあり、日本にも輸入されている。主にアメリカ合衆国やウルグアイで養殖された基亜種の繁殖個体が流通する。基亜種が亜種ブラジルクジャクガメやマラニョンクジャクガメの名前で販売されることもあった。幼体はアカミミガメ属内でも水質の悪化等に弱いとされることがあるため、注意が必要。